# Bloedspuwing

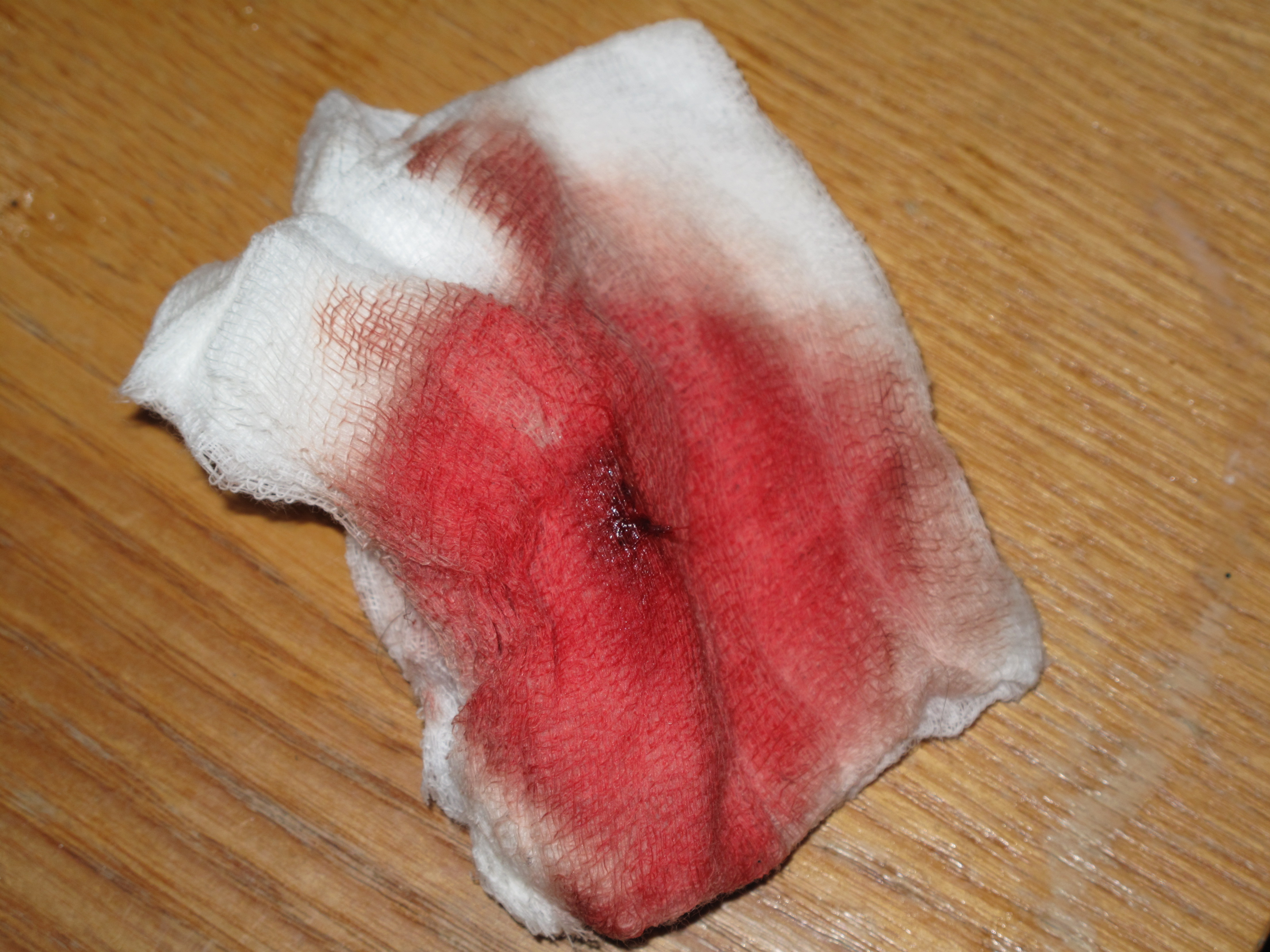
Bloedspuwing

Bloedspuwing, of (medische benaming) hemoptoë (in het Engels wordt een ander Grieks woord gebruikt: haemoptysis), is het ophoesten van bloed, dat afkomstig kan zijn uit onder andere het strottenhoofd, de luchtpijp, de luchtpijpvertakking en de longen. Het verschijnsel dient niet te worden verward met hematemese, wat het braken van bloed is en dus uit het maag-darmstelsel komt.
De meeste gevallen zijn mild en gaan spontaan over doch gezien de kans op een ernstige onderliggende aandoening is het raadplegen van een arts en eventueel verder onderzoek steeds aangewezen.

## Indeling
De indeling gebeurt op basis van de hoeveelheid opgehoest bloed, wat dikwijls moeilijk te bepalen is. De definitie van massale hemoptoë loopt sterk uiteen maar meestal wordt een afkapwaarde van 600 mL bloed per 24 uur aangenomen. Milde hemoptoë wordt gedefinieerd als kleine volumes opgehoest bloed bij een patiënt zonder gekende longziekten, stabiele vitale parameters en geen risico op aanhoudend bloeden.

## Oorzaken

### Infectieus
- Acute bronchitis
- Tuberculose
- Parasieten (paragonimiase, echinococcus, schistosomiase)

### Structureel
- Bronchiëctasieën (door mucoviscidose, pneumonie, chronische bronchitis)
- Fistel tussen de luchtpijp en een arterie (tracheoarteriële fistel)
- Fistel tussen bronchiën en de aorta (erosie van een aneurysma van de aorta)
- Pneumonitis

### Vasculitis
- Syndroom van Goodpasture
- Granulomatose met polyangiitis (vroeger gekend als de ziekte van Wegener)
- Systemische lupus erythematodes
- Syndroom van Behçet

### Cardiovasculair
- Longembolie met longinfarct
- Pulmonale hypertensie (door mitralisstenose, hartfalen)

### Neoplasie
- Bronchuscarcinoom
- Bronchusadenoom

### Iatrogeen
- Bronchoscopie
- Biopsie van de long
- Beschadiging door katheterisatie van de longslagader (arteria pulmonalis)

### Trauma
- Gescheurde bronchus door deceleratietrauma
- Longcontusie door stomp trauma
- Penetrerend trauma

### Overige
- Inhalatie van stikstofdioxide
- Inhalatie van cocaïne
- Endometriose van de long

## Klinische kenmerken en diagnose
In de eerste plaats moet bepaald worden of het werkelijk gaat om hemoptoë en niet om gelijkaardige klachten zoals bloed braken of epistaxis (neusbloeding). Het bloed bij hemoptoë is normaliter steeds helder van kleur. De voorgeschiedenis van de patiënt dient nagevraagd te worden met aandacht voor roken, tuberculose, chronische longziekten, medicatie en gebruik van drugs. Indien mogelijk moet het opgehoeste bloed onderzocht worden. Een algemeen lichamelijk onderzoek dient uitgevoerd te worden met aandacht voor de neus (om bloeding uit te sluiten), de longen (longauscultatie, het hart (hartauscultatie) en de huid (aanwezigheid van petechiën of telangiëctasiën. Zeker bij massieve hemoptoë dient een bloedonderzoek te gebeuren met bepaling van de elektrolyten, de nierfunctie, de bloedcellen (witte en rode) en de bloedstolling. Een röntgenfoto van de borst is bij massieve hemoptoë zelden normaal maar vaak zal aanvullend een CT-scan verricht worden om betere beelden te leveren.

## Behandeling

### Milde hemoptoë
Het doel is om de oorzaak te achterhalen. Vaak gaat het om een goedaardige aandoening die spontaan oplost en kan de patiënt gerustgesteld worden. Afhankelijk van de testresultaten kan opvolging voorzien worden bij de huisarts of op de dienst Longziekten.

### Massale hemoptoë
Indien de luchtweg bedreigd is, kan het nodig zijn om de patiënt te intuberen. Eens de luchtweg beveiligd is door de intubatie kan het verlies aan vocht opgevangen worden met diverse soorten vocht (onder andere cristalloïden en bloedtransfusie). Een spoedeisende bronchoscopie kan nodig zijn om de bron van de bloeding op te sporen en te behandelen. Afhankelijk van de oorzaak kan het ook noodzakelijk zijn om de bloeding via een operatie onder controle te brengen. Patiënten met massieve hemoptoë dienen opgenomen te worden op een dienst Intensieve zorg in een ziekenhuis dat de capaciteiten heeft om dergelijke ingrepen uit te voeren.